# Lithacodia chloromixta
Lithacodia chloromixta är en fjärilsart som beskrevs av Alphéraky 1892. Lithacodia chloromixta ingår i släktet Lithacodia och familjen nattflyn. Inga underarter finns listade i Catalogue of Life.